# Work (canción de Rihanna)
«Work» es una canción de la artista barbadense Rihanna de su octavo álbum de estudio, Anti (2016), con la colaboración del artista canadiense Drake. La canción fue lanzada como sencillo principal el 27 de enero de 2016, a través de Westbury Road y Roc Nation. La canción fue escrita por los artistas, PartyNextDoor, Monte Moir, Rupert «Sevn» Thomas, Allen Ritter y el productor Matthew «Boi-1da» Samuels, con producción adicional de Kuk Harrell y Noah «40» Shebib. El dancehall, reggae-pop, y la canción R&B contemporáneo, contiene una interpolación de «If You Were Here Tonight» (1985) interpretada por Alexander O'Neal. Líricamente, la canción incorpora temas de trabajar por dinero, además de discutir relaciones frágiles. La canción está escrita en Jamaican Patois y Bajan Creole. Tres de sus guionistas y productores: Rupert «Sevn» Thomas, Matthew «Boi-1da» Samuels y Jahron «PartyNextDoor» Brathwaite son canadienses jamaiquinos.
La respuesta crítica a «Work» fue mixta en el momento del lanzamiento; los críticos elogiaron su composición y la decisión de Rihanna de volver a sus temas anteriores de música dancehall, mientras que otros se mostraron más escépticos sobre el potencial de la canción como un regreso para la cantante. La opinión crítica mejoró con el tiempo; la canción fue incluida en varias listas de fin de año y nominada a dos premios en la 59.ª edición de los Premios Grammy: Grabación del año y mejor interpretación de pop de dúo/grupo. La canción alcanzó el número uno en la lista Billboard Hot 100 de los Estados Unidos, convirtiéndose en el decimocuarto sencillo número uno de Rihanna y convirtiéndola en el acto con la cuarta mayor cantidad de canciones número uno en la lista (después de The Beatles, Mariah Carey y Elvis Presley). La canción permaneció en la cima durante nueve semanas. La canción también alcanzó el puesto número uno en nueve países adicionales y es certificada platino o superior en trece países, incluidos nónuple platino en los Estados Unidos, triple platino en el Reino Unido y diamante en Francia. Desde entonces, también ha vendido 32,5 millones de unidades en todo el mundo, lo que la convierte en una de las sencillos digitales más vendidos de todos los tiempos.
La canción estuvo acompañada de dos videos musicales, ambos estrenados el 22 de febrero de 2016. La primera de las dos versiones fue dirigida por el colaborador anterior de Rihanna Director X, mientras que la segunda fue dirigida por Tim Erem. La canción se promocionó aún más con presentaciones en vivo en los Premios BRIT de 2016 que contó con apariciones especiales de Drake y SZA, en los MTV Video Music Awards de 2016, además de presentarse en el Anti World Tour. «Work» se convirtió en la primera canción de dancehall en encabezar el Billboard Hot 100 desde «Rude Boy» de Rihanna (2010) y fue sucedida tres semanas después por otra canción de dancehall, «One Dance» de Drake. El 12 de febrero de 2023, Rihanna la interpretó en vivo como parte del espectáculo de medio tiempo del Super Bowl LVII.

## Antecedentes y lanzamiento
Tras el lanzamiento del séptimo álbum de estudio de Rihanna, Unapologetic, y la gira que lo acompañó, Rihanna dio un paso atrás en la música. Rihanna pretendía hacer una pausa en la grabación de música diciendo; «Quería tener un año para hacer lo que quisiera artísticamente, creativamente», continuó Rihanna y dijo que esta pausa duró una semana y que había regresado al estudio de grabación. Tras el lanzamiento de tres sencillos en 2015: «FourFiveSeconds» (con Kanye West y Paul McCartney), «Bitch Better Have My Money» y «American Oxygen», Billboard anunció que Rihanna estrenaría un nuevo sencillo el 27 de enero de 2016, a las 8 a. m. EST. Ese mismo día, «Work» se estrenó en varias estaciones de radio de todo el mundo, incluida BBC Radio 1 en el Reino Unido. Posteriormente, estuvo disponible para descarga digital en la mayoría de los países del mundo a través de iTunes Store y se agregó para transmisión en Apple Music, Spotify y Tidal.

## Desempeño comercial
En Francia, «Work» alcanzó el puesto número uno en la lista durante dos semanas, convirtiéndose en el sexto número uno de Rihanna en el país, la segunda cantidad más alta de todos los tiempos. El sencillo también rompió el récord de más reproducciones en una sola semana, con 2,056 millones de reproducciones.
Para la edición del 13 de febrero de 2016, «Work» debutó en el número nueve en la lista Billboard Hot 100 de Estados Unidos. Se convirtió en el éxito número 27 entre los diez primeros para Rihanna y el 15 para Drake. Con esta hazaña, Rihanna empató a Mariah Carey, Janet Jackson y Elton John como los artistas con la quinta mayor cantidad de canciones entre las diez primeras de la lista. La cantante obtuvo 27 sencillos entre los diez primeros en el Hot 100 en un lapso de 10 años y ocho meses entre su primer sencillo, «Pon de Replay» y «Work», y se convirtió en la solista más rápida en alcanzar la meseta.  También se convirtió en la canción número 50 de Rihanna que se ubicó en el Hot 100.[cita requerida]
«Work» debutó en el número uno en la lista de canciones digitales de Estados Unidos con más de 126 000 copias vendidas en solo poco más de un día. Debutó en el número nueve en el Hot 100. «Work» se lanzó en el número 27 en la lista de canciones de radio de Estados Unidos con 44 millones de impresiones de audiencia y es su debut más alto. La canción tuvo más éxito en la lista Hot R&B/Hip-Hop Songs, donde debutó en la cima, convirtiéndose en la quinta lista de éxitos de Rihanna y la decimocuarta de Drake. La semana siguiente, «Work» vendió 156.000 copias adicionales y pasó al número 7 en la lista Hot 100. En su tercera semana, «Work» alcanzó el número cuatro en la lista Hot 100 y se convirtió en el vigésimo éxito entre los cinco primeros de Rihanna, empatándola con Michael Jackson y Stevie Wonder como los artistas con la quinta mayor cantidad de canciones entre los cinco primeros en la lista.
En su cuarta semana, «Work» alcanzó el puesto número uno en la lista Hot 100 y se convirtió en la decimocuarta canción número uno de Rihanna en los Estados Unidos. Posteriormente, se convirtió en la artista con la cuarta mayor cantidad de canciones número uno en la lista después de The Beatles con 20, Mariah Carey con 19 y Elvis Presley con 18 primeros de la lista. Rompió un empate con Michael Jackson, quien había alcanzado 13 primeros puestos en el Billboard Hot 100 en su vida. Además, «Work» se convirtió en el segundo sencillo número uno de Drake en la lista, siendo el anterior la colaboración de la pareja en 2010, «What's My Name?». Por el mismo tema, subió al número 10 en la lista de canciones de radio y se convirtió en su sencillo número 24 entre los diez primeros, superando el liderazgo de Mariah Carey de 23 entre los diez primeros en esa lista. La canción permaneció en el número uno en el Hot 100 durante nueve semanas consecutivas y fue desbancada por «Panda» de Desiigner. Hasta enero de 2021, «Work» ha acumulado más de 1400 millones de reproducciones y 1 906 000 descargas en los Estados Unidos.

## Lista de canciones
- Descarga digital[18][19]

1. "Work" (featuring Drake) – 3:39

## Posicionamiento en listas
| País           | Lista                        | Mejor posición |      |
| 2016           | 2016                         | 2016           | 2016 |
| -------------- | ---------------------------- | -------------- | ---- |
| Alemania       | German Singles Chart         | 5              |      |
| Australia      | Australian Singles Charts    | 10             |      |
| Austria        | Ö3 Austria Top 40            | 14             |      |
| Bélgica        | Ultratop 50 (Valonia)        | 1              |      |
| Bélgica        | Ultratop 40 (Flandes)        | 6              |      |
| Canadá         | Canadian Hot 100             | 1              |      |
| Dinamarca      | Tracklisten                  | 1              |      |
| Escocia        | Scotish Singles Chart        | 5              |      |
| España         | PROMUSICAE                   | 1              |      |
| España         | Los 40 Principales           | 1              |      |
| Estados Unidos | Billboard Hot 100            | 1              |      |
| Estados Unidos | Digital Songs                | 1              |      |
| Estados Unidos | Radio Songs                  | 5              |      |
| Estados Unidos | Streaming Songs              | 1              |      |
| Estados Unidos | Hot R&B/Hip-Hop Songs        | 1              |      |
| Estados Unidos | R&B/Hip-Hop Digital Songs    | 1              |      |
| Estados Unidos | R&B Songs                    | 1              |      |
| Estados Unidos | Pop Songs                    | 1              |      |
| Estados Unidos | On-Demand Songs              | 1              |      |
| Finlandia      | Finnish Singles Chart        | 1              |      |
| Francia        | Ir ish Singles Chart         | 1              |      |
| Irlanda        | Irish Singles Chart          | 2              |      |
| Italia         | Italian Singles Chart        | 6              |      |
| Noruega        | VG-lista                     | 7              |      |
| Nueva Zelanda  | New Zealand Singles Chart    | 2              |      |
| Países Bajos   | Dutch Top 40                 | 1              |      |
| Perú           | Unimpro                      | 10             |      |
| Reino Unido    | UK Singles Chart             | 2              |      |
| Reino Unido    | R&B Singles Charts           | 2              |      |
| Reino Unido    | Singles Sales Chart          | 2              |      |
| Reino Unido    | Audio Streaming Chart        | 4              |      |
| Suecia         | Swedish Singles Chart        | 2              |      |
| Argentina      | Los 40 Principales Argentina | 1              |      |
| Suiza          | Swiss Music Charts           | 9              |      |

## Certificaciones
| País           | Organismo Certificador | Certificación | Ventas Certificadas | Ref.   |
| -------------- | ---------------------- | ------------- | ------------------- | ------ |
| Alemania       | BVMI                   | Oro           | 200 000             | [ 51 ] |
| Australia      | ARIA                   | 2× Platino    | 140 000             | [ 52 ] |
| Bélgica        | BEA                    | Platino       | 30 000              | [ 53 ] |
| Brasil         | ABPD                   | 6× Platino    | 360 000             | [ 54 ] |
| Canadá         | Music Canada           | Oro           | 40 000              | [ 55 ] |
| Corea del Sur  | Gaon                   |               | 184 034             | [ 56 ] |
| Dinamarca      | IFPI                   | Platino       | 60 000              | [ 57 ] |
| España         | Promusicae             | 2× Platino    | 80 000              | [ 58 ] |
| Estados Unidos | RIAA                   | 6X Platino    | 6 000 000           | [ 59 ] |
| Francia        | SNEP                   | Diamante      | 250 000             | [ 60 ] |
| Italia         | FIMI                   | 3× Platino    | 150 000             | [ 61 ] |
| Nueva Zelanda  | RIANZ                  | 2× Platino    | 30 000              | [ 62 ] |
| Polonia        | ZPAV                   | Platino       | 20 000              | [ 63 ] |
| Portugal       | AFP                    | Platino       | 10 000              | [ 64 ] |
| Reino Unido    | BPI                    | Platino       | 667 000             | [ 65 ] |
| Suecia         | GLF                    | 4x Platino    | 160 000             | [ 66 ] |

## Premios y nominaciones
| Año  | Ceremonia                    | Trabajo | Categoría                                            | Resultado |
| ---- | ---------------------------- | ------- | ---------------------------------------------------- | --------- |
| 2016 | VevoCertified Awards         | «Work»  | 100 000 000 Views                                    | Ganador   |
| 2016 | BET Awards                   | «Work»  | Video del año                                        | Nominado  |
| 2016 | BET Awards                   | «Work»  | Coca-Cola Viewers' Choice Awards                     | Nominado  |
| 2016 | BET Awards                   | «Work»  | Mejor Colaboración                                   | Ganador   |
| 2016 | MTV Millennial Awards        | «Work»  | Hit Internacional del año                            | Ganador   |
| 2016 | MTV Millennial Awards        | «Work»  | Colaboración del año                                 | Nominado  |
| 2016 | MTV Video Music Awards       | «Work»  | Mejor video femenino                                 | Nominado  |
| 2016 | MTV Video Music Awards       | «Work»  | Mejor colaboración                                   | Nominado  |
| 2016 | MTV Video Music Awards Japón | «Work»  | Mejor video femenino                                 | Nominado  |
| 2016 | MTV Europe Music Awards      | «Work»  | Mejor canción                                        | Nominado  |
| 2016 | American Music Awards        | «Work»  | Colaboración del año                                 | Nominado  |
| 2016 | American Music Awards        | «Work»  | Video del año                                        | Nominado  |
| 2016 | American Music Awards        | «Work»  | Favorita canción - Soul/R&B                          | Ganador   |
| 2016 | Much Music Awards            | «Work»  | iHeartRadio Internacional Artista del año            | Nominado  |
| 2016 | Much Music Awards            | «Work»  | Mejor Canción Artista/Grupo Internacional Buzzworthy | Nominado  |
| 2016 | Soul Train Music Awards      | «Work»  | Mejor Colaboración                                   | Pendiente |
| 2016 | Soul Train Music Awards      | «Work»  | Mejor presentación en baile                          | Pendiente |
| 2016 | Soul Train Music Awards      | «Work»  | Canción del año                                      | Pendiente |
| 2016 | Soul Train Music Awards      | «Work»  | Video del año                                        | Pendiente |
| 2016 | Teen Choice Awards           | «Work»  | Choice Music: Canción R&B/Hip Hop                    | Nominado  |
| 2016 | BOTB Awards                  | «Work»  | Best Song Party                                      | Ganador   |
| 2017 | Grammy Awards                | «Work»  | Mejor Grabación del Año                              | Nominado  |
| 2017 | Grammy Awards                | «Work»  | Mejor Actuación Dúo/Grupo                            | Nominado  |
| 2017 | iHeartRadio Music Awards     | «Work»  | Canción del año R&B                                  | Nominado  |
| 2017 | iHeartRadio Music Awards     | «Work»  | Mejor colaboración                                   | Nominado  |
| 2017 | iHeartRadio Music Awards     | «Work»  | Mejor vídeo del año                                  | Nominado  |

## Historial de lanzamientos
| País           | Fecha               | Formato(s)       | Discográfica              | Ref.   |
| -------------- | ------------------- | ---------------- | ------------------------- | ------ |
| Australia      | 27 de enero de 2016 | Descarga digital | Roc Nation, Westbury Road | [ 67 ] |
| Brasil         | 27 de enero de 2016 | Descarga digital | Roc Nation, Westbury Road | [ 68 ] |
| Canadá         | 27 de enero de 2016 | Descarga digital | Roc Nation, Westbury Road | [ 69 ] |
| Francia        | 27 de enero de 2016 | Descarga digital | Roc Nation, Westbury Road | [ 70 ] |
| Alemania       | 27 de enero de 2016 | Descarga digital | Roc Nation, Westbury Road | [ 71 ] |
| Italia         | 27 de enero de 2016 | Descarga digital | Roc Nation, Westbury Road | [ 72 ] |
| Nueva Zelanda  | 27 de enero de 2016 | Descarga digital | Roc Nation, Westbury Road | [ 73 ] |
| España         | 27 de enero de 2016 | Descarga digital | Roc Nation, Westbury Road | [ 74 ] |
| Estados Unidos | 27 de enero de 2016 | Descarga digital | Roc Nation, Westbury Road | [ 18 ] |
| Reino Unido    | 27 de enero de 2016 | Descarga digital | Roc Nation, Westbury Road | [ 75 ] |